# Biegi narciarskie na Mistrzostwach Świata w Narciarstwie Klasycznym 2021 – sztafeta kobiet
Sztafeta 4 × 5 km kobiet – jedna z konkurencji rozgrywanych w ramach biegów narciarskich na Mistrzostwach Świata w Narciarstwie Klasycznym 2021. Zawody zostały rozegrane 4 marca 2021 roku. Tytułu broniły Szwedki. Do startu przystąpiło 15 sztafet, lecz podczas biegu reprezentacje Kazachstanu, Polski, Ukrainy, Estonii i Litwy zostały zdublowane.
Dwie pierwsze zawodniczki pobiegły po 5 km techniką klasyczną. Po przebiegnięciu tego dystansu, dwie kolejne zawodniczki biegły po 5 km techniką dowolną.

## Wyniki
| Miejsce | Nr | Reprezentacja     | Zawodniczki                                                            | Czas                                    | Strata  |
| ------- | -- | ----------------- | ---------------------------------------------------------------------- | --------------------------------------- | ------- |
| 01 !    | 2  | Norwegia          | Tiril Udnes Weng Heidi Weng Therese Johaug Helene Marie Fossesholm     | 53:43,2 14:02,3 14:26,3 12:16,1 12:58,5 | —       |
| 02 !    | 3  | Ros. Fed. Narc.   | Jana Kirpiczenko Julija Stupak Tatjana Sorina Natalja Niepriajewa      | 54:09,8 14:02,9 14:28,3 12:33,3 13:05,3 | +26,6   |
| 03 !    | 6  | Finlandia         | Jasmi Joensuu Johanna Matintalo Riitta-Liisa Roponen Krista Pärmäkoski | 54:29,4 14:08,7 14:52,6 12:54,4 12:33,7 | +46,2   |
| 4.      | 5  | Stany Zjednoczone | Hailey Swirbul Sadie Maubet Bjornsen Rosie Brennan Jessica Diggins     | 54:30,2 14:15,9 14:40,5 12:59,9 12:33,9 | +47,0   |
| 5.      | 4  | Niemcy            | Laura Gimmler Katharina Hennig Pia Fink Victoria Carl                  | 54:49,6 14:15,2 14:40,9 12:56,8 12:56,7 | +1:06,4 |
| 6.      | 1  | Szwecja           | Jonna Sundling Charlotte Kalla Ebba Andersson Frida Karlsson           | 55:43,2 14:14,3 15:53,3 12:37,1 12:58,5 | +2:00,0 |
| 7.      | 7  | Szwajcaria        | Laurien van der Graaff Nadine Fähndrich Lydia Hiernickel Alina Meier   | 56:32,4 14:16,0 14:40,9 13:24,4 14:11,1 | +2:49,2 |
| 8.      | 8  | Czechy            | Kateřina Razýmová Petra Nováková Kateřina Janatová Petra Hynčicová     | 56:47,5 14:01,8 15:34,1 13:26,1 13:45,5 | +3:04,3 |
| 9.      | 9  | Kanada            | Katherine Stewart-Jones Dahria Beatty Cendrine Browne Laura Leclair    | 57:25,3 14:08,2 15:22,6 13:14,5 14:40,0 | +3:42,1 |
| 10.     | 11 | Japonia           | Masae Tsuchiya Masako Ishida Miki Kodama Shiori Yokohama               | 59:13,2 15:21,3 15:35,9 13:55,1 14:20,9 | +5:30,0 |
| 11.     | 12 | Kazachstan        | Daria Riażko Irina Bykowa Walerija Tiuleniewa Olga Mandrika            | LAP 16:10,3 16:37,2 13:53,1             | –       |
| 12.     | 10 | Polska            | Monika Skinder Izabela Marcisz Karolina Kaleta Karolina Kukuczka       | LAP 16:07,4 16:13,4                     | –       |
| 13.     | 13 | Ukraina           | Julija Krol Walancina Kaminska Maryna Ancybor Wiktorija Ołech          | LAP 15:59,4 17:14,5                     | –       |
| 14.     | 14 | Estonia           | Kaidy Kaasiku Aveli Uustalu Keidy Kaasiku Johanna Udras                | LAP 15:22,0 18:00,0                     | –       |
| 15.     | 15 | Litwa             | Eglė Savickaitė Emilija Bučytė Ieva Dainytė Gabija Bučytė              | LAP 19:01,3                             | –       |